# 栗山警察署
栗山警察署（くりやまけいさつしょ）は、北海道警察本部が管轄する札幌方面の警察署である。

## 管轄区域
- 夕張市
- 夕張郡
  - 由仁町
  - 栗山町
  - 長沼町
- 空知郡
  - 南幌町

## 沿革
- 1892年5月3日　岩見沢警察署の由仁村、角田村に駐在所が設置され、初めて管内に警察官が配置される
- 1954年7月1日　警察法改正により北海道札幌方面栗山警察署となる
- 2017年4月1日 - 夕張警察署を統合[1]。夕張市を管轄に加える

## 組織
- 署長（警視）
- 副署長（警視）
- 警務課（警務係、犯罪被害者支援係、相談係、管理係）
- 会計課（会計係）
- 刑事課（刑事係、鑑識係）
- 生活安全課（生活安全係）
- 地域課（地域係、自動車警ら係）
- 交通課（交通係）
- 警備課（警備係）

## 交番・駐在所
括弧内は所在地を表す。

### 栗山町
- 駅前交番（夕張郡栗山町中央2-59-1）
- 角田駐在所（夕張郡栗山町角田28-1）
- 継立駐在所（夕張郡栗山町継立364）

### 夕張市
- 夕張警察庁舎（夕張市旭町4）[2]
- 清水沢交番（夕張市清水沢2-52）
- 若菜交番（夕張市若菜10）
- 南部駐在所（夕張市南部東76）
- 沼ノ沢駐在所（夕張市沼ノ沢43）
- 紅葉山駐在所（夕張市紅葉山81-1）

### 長沼町
- 長沼交番（夕張郡長沼町錦町北1-2-18）
- 北長沼駐在所（夕張郡長沼町東1線北15）
- 南長沼駐在所（夕張郡長沼町東4線南6）

### 南幌町
- 南幌駐在所（空知郡南幌町栄町4-1-5）

### 由仁町
- 由仁駐在所（夕張郡由仁町中央353-4）
- 川端駐在所（夕張郡由仁町川端848-1）
- 三川駐在所（夕張郡由仁町三川泉町63）